# 波兹南圣若瑟圣殿及跣足加尔默罗会修道院

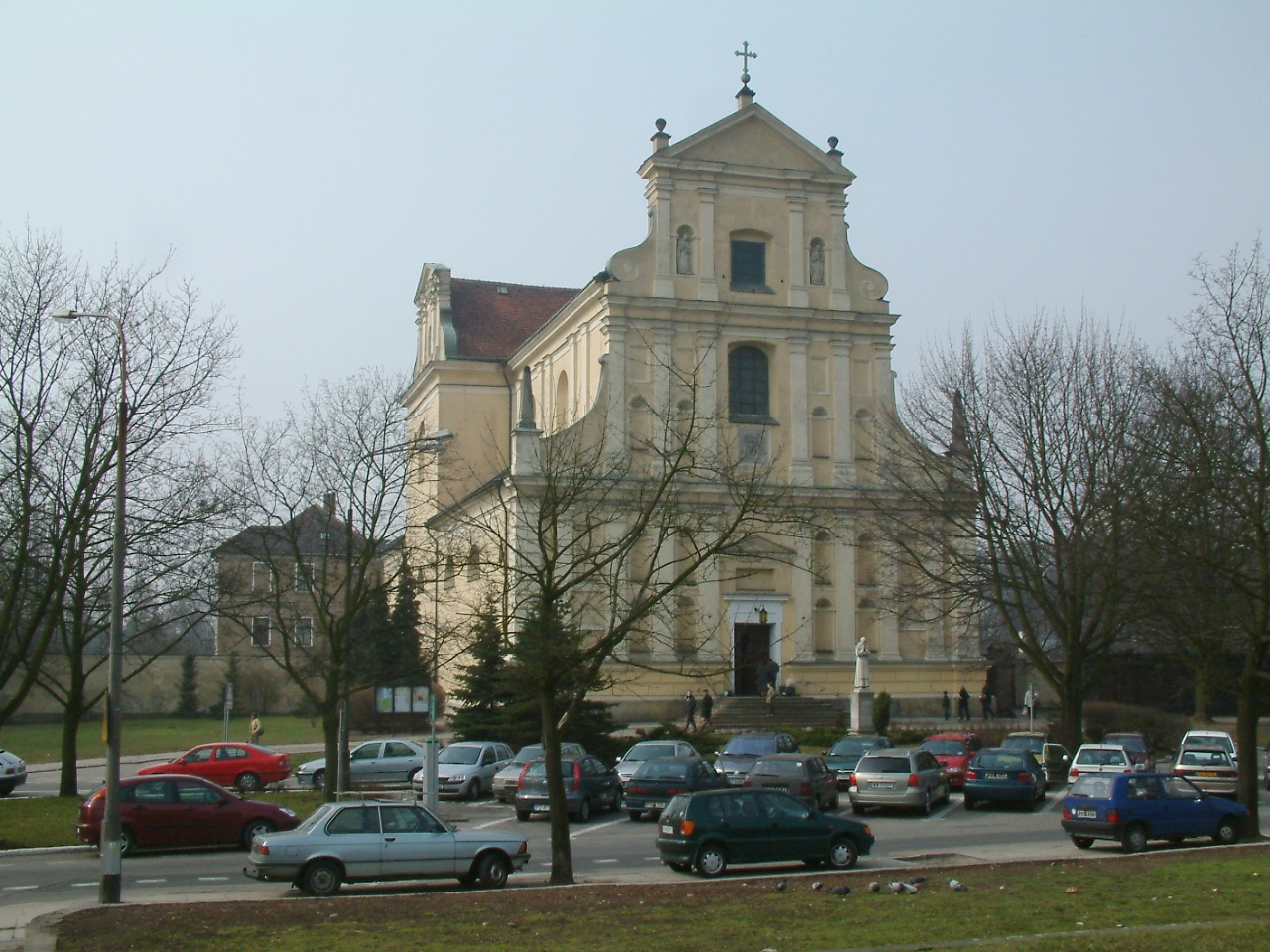

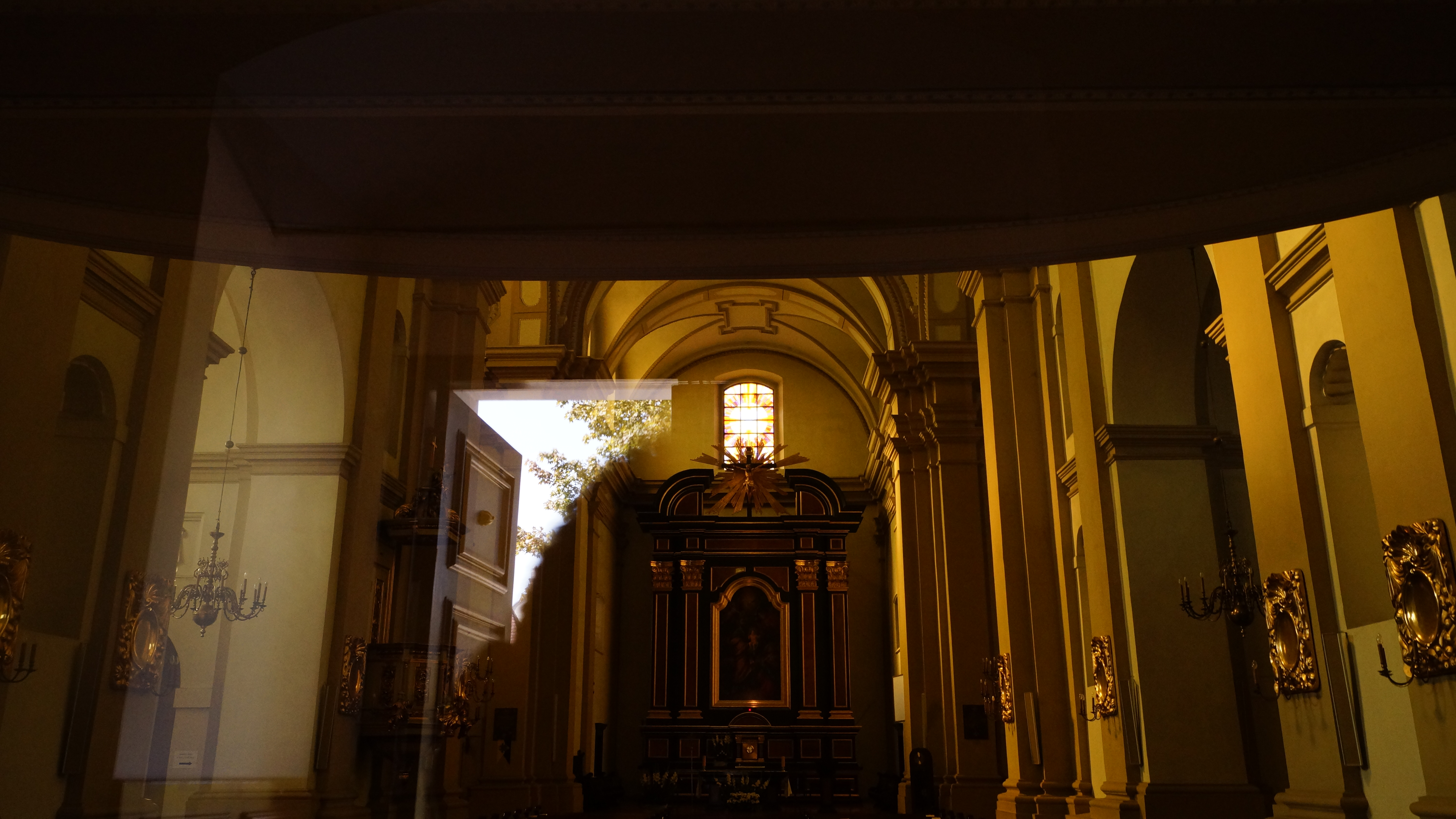

波兹南圣若瑟圣殿及跣足加尔默罗会修道院（Bazylika św. Józefa i klasztor karmelitów bosych w Poznaniu）是一座罗马天主教宗座圣殿，砖砌巴洛克建筑，位于波兰波兹南的沃伊切赫区，沃伊切赫教堂对面。这是波兰第一座供奉圣若瑟的朝圣中心，隶属于天主教波兹南总教区。该堂建于1658–1687年，1801年完成。1931年2月26日公布为波兰文物古迹。2017年，教宗方济各将该堂升格为次级宗座圣殿。